# Kim Møller
Kim Møller (født 17. maj 1971) er en dansk blogger og opinionsdanner, der er grundlægger og redaktør af webloggen Uriasposten. Han er uddannet historiker.

## Baggrund og privatliv
Kim Møller er opvokset i Lystrup ved Århus i en arbejderfamilie. Han er uddannet cand. mag. med hovedfag i historie, men lever af ufaglært arbejde. Han levede i en periode sammen med folketingsmedlem Pernille Bendixen (DF).

## Politiske holdninger
Som ung var Kim Møller venstreorienteret og en overgang medlem af De Grønne, hvilket han selv kalder "en reaktion på handelsskolens forkælede overklasse-KU’ere".Efterhånden blev han kritisk over for det danske meningslandskab, hvor han syntes Danmarks Radio havde monopol på at ensrette befolkningen, fordi mediet uhæmmet lod gamle journalister udfolde deres snævre meninger foran mikrofonen:
"Jeg blev forundret og arrig over, at det var så tendentiøst og uvidende, og at journalister og såkaldte eksperter kunne politisere hæmningsløst."
Han beskriver sig selv som nationalkonservativ eller klart højreorienteret, forstået som "mere konservativ end de konservative og mindre socialdemokratisk end Dansk Folkeparti". Om baggrunden for sit holdningsskift fortæller han:
"Jeg læste den amerikanske professor Alan Blooms bog »Historien om vestens intellektuelle forfald« (2003), og den var en øjenåbner. Han kritiserede overfladiskheden i den vestlige kultur og samtidig talte han for pluralismen og nødvendigheden af en begavet uenighed. Jeg var irriteret over den danske konsensus og den implicitte venstreorienterede grundholdning, som mange danskere er blevet opflasket og opdraget med. Og som Bloom vil jeg gerne gøre mit til at give bolden op til en begavet uenighed."

## Uriasposten
I 2003 oprettede Kim Møller webloggen Uriasposten. Formålet var at belyse hvad han opfatter som mediernes ensidige og venstreorienterede dækning af politiske emner, især om indvandring og islam. Med citater, billed- og lydklip fra bl.a. DR søger han at dokumentere fordrejninger og usandheder. Han påpeger også, hvad han betragter som fortielser af kontroversielle nyheder, f.eks. nævner han Hizb ut-Tahrirs demonstration mod Israel i juli 2006 under slagordet "Stop jødestatens terrorisme", som kun fik beskeden omtale i TV Avisen og ingen hos Ritzau.
Kim Møller nedlagde Uriasposten i 2022 og modtog samme år Grundlovsforeningen Dansk Kulturs hæderspris, Kulturpris 2022.

## Kritik af dansk islamforskning
Kim Møller udgav i januar 2008 bogen Vejen til Damaskus baseret på sit speciale. Bogen kritiserer særligt islamforskeren Jørgen Bæk Simonsen for at bedrive politisk motiveret forskning, mens den beskriver den ældre danske islamforskning under Frants Buhl, Johannes Østrup og Johannes Pedersen positivt. Kim Møller mener, at forskningen i islam har forladt de filologiske studier af Koranen og i stedet er blevet et sociologisk studium, hvor man ikke ønsker at sige noget bestemt om islam som sådan. Han hævder, at den oprindelige religionsforskning er blevet til politiseret samfundsforskning med henblik på at fremme det multikulturelle samfund.
Bogen fik blandede anmeldelser i bl.a. Berlingske Tidende, Jyllands-Posten, Information, Kristeligt Dagblad og Politiken og diskuteret i nyhedsprogrammet Deadline.
Specialet blev bedømt til karakteren 7 (på 13-skalaen), en bedømmelse der af journalist Mikael Jalving i Berlingske Tidende blev kaldt for politisk. Andre anmeldere mente derimod at kunne påpege videnskabelige mangler i bogen, heriblandt Morten Thomsen Højsgaard i Kristeligt Dagblad der skriver: "Møllers speciale er og bliver nemlig et studie i upræcise analyser, overdrevne slutninger, ja, dårlig videnskab." Hertil har Kim Møller svaret: "Forfatteren til Kristeligt Dagblads anmeldelse ... kommer fra samme forskermiljø som Jørgen Bæk Simonsen og helt ned i detaljen virker det som den 'forurettedes' personlige genmæle."
Et gennemgående kritikpunkt var, at Kim Møller angiveligt ville skrive historien om 120 års dansk islamforskning, men kun udvalgte værker af fire forskere. Hertil svarede Kim Møller, at det er umuligt at dække al dansk islamforskning fyldestgørende i et speciale, der er af begrænset omfang. Udgivelsen blev diskuteret på et debatmøde med Kim Møller, islamforskerne Jørgen Bæk Simonsen og Kate Østergaard samt debattøren Lars Hedegaard i Trykkefrihedsselskabet den 19. februar 2008.

## Publikationer
- Vejen til Damaskus: Dansk islamforskning 1885-2005, Lysias, 2008, (Trykkefrihedsselskabets bibliotek), ISBN 978-87-989198-6-5.